# 中野良子
中野 良子（なかの りょうこ、1950年5月6日 - ）は、日本の女優。愛知県常滑市出身。愛知県立常滑高等学校卒業。身長160cm。B83cm、W57cm、H88cm（1975年2月）。

## 来歴
反戦女優として知られたジェーン・フォンダに憧れ、女優を志す。高校卒業後、名古屋市のアマチュア劇団に入ったが。本格的に演技者の道を歩みたいと1969年4月に上京し、大映東京撮影所演技研究所に入所。しかし僅か6ヶ月の研修で大映が倒産。1970年1月、知人の紹介で三船プロに所属（デビューのきっかけは『われら高校生』（NHK））。
1971年、映画『二人だけの朝』で初出演デビュー。同年、大ヒットした『天下御免』のヒロイン役で高い知名度を獲得する。
1978年にカネボウが行なった「唇美人」調査では若尾文子を抑えて1位に選ばれる。
1979年、『君よ憤怒の河を渉れ』『お吟さま』が中国で上映され、特に前者で演じたヒロイン・真由美役は強い支持を得て、8億人以上が視聴し、中国でも人気女優になる（このときのヌードは吹き替えだったが、当然、中国ではこのシーンはカットされた）。
1984年、首相訪中時のゲストとしてキャスターに起用される。以後、外務省の依頼で世界各国に派遣され、国内外で講演会を多数開催する。
1995年、中国・秦皇島中野良子小学校を共同建設。
1999年、ニューヨーク市の公立学校の課外授業に「中野良子の地球の志」が採用された。
中国のみならず、フランスでも人気を博す。俳優の活動とともに「WILL国際文化交流センター」の代表として「中野良子の地球の志」、「心の豊かさと自然」、「世界の中の日本の魅力」、「日本の社会とその方向性」、「新しい時代に合った、まちづくり語り合う、学び合う」などの課題で日本各地で講演やTV出演。また、トーク・コンサート、執筆などでも活躍。
オイスカ・インターナショナル総裁の中野良子（なかのよしこ、1933年 - ）とは別人である。

## 人物
趣味・特技：歌、英語、テニス、国際交流。

## 出演

### テレビドラマ
- われら高校生（NHK）
- 日本怪談劇場 第1話「怪談 蚊喰鳥」（1970年、12CH） - 町娘
- 大忠臣蔵（1971年、NET） - おしの役
- 天下御免（1971年 NHK） - 紅役
- 銭形平次（CX/ 東映）第279話「旗本無頼」（1971年） - お光
- 荒野の素浪人（NET）
  - 第一シリーズ 第10話「反逆 隠し砦の血闘」（1972年）
  - 第二シリーズ 第39話「さらば九十郎」（1974年）
- 地の果てまで（1972年 TBS 木下恵介・人間の歌シリーズ）
- 光る海（1972年 フジテレビ）
- おんな組アクション控（1972年 12ch） - おその役
- さよなら・今日は（1973年 日本テレビ 土曜グランド劇場）
- 大河ドラマ（NHK）
  - 国盗り物語（1973年） - お槙役
  - 元禄太平記（1975年） - 右衛門佐役
- 白い影（1973年 TBS 原作：渡辺淳一・「無影燈」） - 高木亜紀子役
- たけくらべ（1973年 TBS 原作：樋口一葉・同名短編小説）
- 赤い迷路（1974年 TBS） - 園田京子役
- 新宿さすらい節（1974年 TBS）
- 銀河テレビ小説（NHK）
  - 女の森で（1975年） - 菊蝶
  - 花はなにいろ（1979年）
- 娘たちの四季　愛は素直に（1975年　フジテレビ）‐　菊村千恵役
- 三丁目の古寺に、照る日曇る日、恋の雨（1976年 日本テレビ 土曜グランド劇場）
- 風光る・亜紀子（1976年 テレビ朝日 ナショナルゴールデン劇場） - 倉沢亜紀子役
- 丼池太閤記（1977年 NHK） - 美代役
- 幻花-ポーラ名作劇場（1977年 NET・現テレビ朝日）
- まひる野（1977年 フジテレビ）
- 恋歌（1977年、原作：五木寛之）
- 新・座頭市 第2シリーズ 第5話「歌声が市を斬った」（1978年、フジテレビ） - お菊役
- 愛の殺意(1979年、原作:水野泰治「殺意」、TBS)
- 歴史の涙（1980年 TBSテレビ）- 四条倫子役
- 日本悪妻に乾杯!（1981年、毎日放送 TBS系） - 冬木悠子役
- 火曜サスペンス劇場・消えたタンカー（1981年、日本テレビ） - 結城信子
- 遠山の金さん（高橋英樹主演版）（1982年 - 1985年、テレビ朝日） - 小つる（桜小僧）役
  - 第77話「人呼んで"桜吹雪の女"と発します!」（1983年）
  - 第98話「人呼んで"桜吹雪の女"II」（1984年）
  - 第129話「人呼んで"桜吹雪の女"III・慕情篇」（1985年）
  - 第151話「人呼んで"桜吹雪の女"IV・激斗篇」（1985年）
- 大奥（1983年、関西テレビ） -  浅宮顕子役
- 松本清張ドラマスペシャル・夜光の階段（1983年、TBS） - 福地フジ子役
- 風雲 柳生武芸帳（1985年、テレビ東京、12時間超ワイドドラマ） - 吉野太夫役
- 忠臣蔵- 時代劇スペシャル（1985年 日本テレビ） - りく役
- 西村京太郎トラベルミステリー・特急白鳥十四時間 -土曜ワイド劇場（1985年 テレビ朝日） - 久原夏子役
- 血液型殺人事件 霧の那須高原襲われた女探偵 -土曜ワイド劇場（1985年 ABC、東映） - 大友香苗役
- 宮本武蔵（1990年、テレビ東京、12時間超ワイドドラマ） - 吉野太夫役
- お江戸捕物日記 照姫七変化 第1話「暴れん坊姫の謎」（1990年、フジテレビ / 東映）
- 水戸黄門 第20部 第7話「怨みを買った女医師・桑名」（1990年 TBS） - 半井克子役
- 外人宿のおカミさん さよならキッド（1991年 KTV）
- 名奉行 遠山の金さん 第5シリーズ 第1話「桜吹雪が泣いた!」（1993年、テレビ朝日 / 東映） - 綾乃役
- 家康が最も恐れた男 真田幸村（1998年、テレビ東京、12時間超ワイドドラマ） - お市の方役
- 狩矢父娘シリーズ（2000年〜 テレビ朝日・東映、土曜ワイド劇場） - 狩矢澄江 役
- LONG LOVE -遠嫁日本-（2002年 日中平和友好条約締結25周年を記念、アジア明星-ネット配信）
- ロングラブ（2003年 フジテレビ）
- 京都殺人案内26（2003年2月15日 ABC、土曜ワイド劇場） - 本間芙美子 役
- こちらお客様相談室 クレーム1（2005年2月4日、フジテレビ、金曜エンタテイメント）
- デザイナー-ドラマ30（2005年 MBS） - 武藤由里子役
- 夢縁坂骨董店 - ドラマ30（2005年 CBC）
- 日本の食卓を変えた火の国の女・江上トミ（2006年 テレビ熊本）
- 家族善哉-ドラマ30（2006年 MBS）
- 陽光天使-（2010年 日・中・台の合作）

### ウェブドラマ
- 逃亡料理人ワタナベ（2019年、ひかりTV、日中合作） - 間宮 役[6]

### 映画
- 二人だけの朝(1971年三船プロダクション)
- 無宿人御子神の丈吉 川風に過去は流れた（1972年東京映画）
- 花心中（1973年 松竹）
- 小林多喜二（1974年 多喜二プロ）
- 青い山脈（1975年 東宝映画） - 島崎雪子役
- 竹久夢二物語 恋する（1975年　松竹大船）
- 君よ憤怒の河を渉れ（1976年 松竹配給、永田プロ＝大映映画） - 遠波真由美役
- 北の宿から（1976年 松竹＝サンミュージック ）
- 八つ墓村（1977年 松竹） - 鶴子役
- お吟さま（1978年　宝塚映像）
- 野性の証明（1978年 角川映画） - 越智朋子・越智美佐子（二役）
- 遙かなる走路（1980年　日本シネセル＝アビプロ）
- 震える舌（1980年 松竹） - 能勢役
- ヘッドフォン・ララバイ（1983年 東映・ジャニーズ事務所）- 未樹
- 孫文（1986年  松竹配給、中国珠江電影制片公司）
- 燃ゆる街（1987年）
- シベリア超特急5（2005年 M&T） - 沢田光子役
- 日中合作映画 鶴よ!翔べ（2006年 北海道ロケ）

### 舞台
- 罪と罰
- ロミオとジュリエット（1974年 日生劇場）
- ハムレット（1978年 帝国劇場）
- 菱の花咲く（1981年 名鉄ホール）
- 花の生涯
- 宮本武蔵(1985年 歌舞伎座）
- 森進一公演
  - 「青葉の城の物語　さわやか武士道」
  - 「絢爛義経絵巻　この愛よ 永遠に」（1995年、新宿コマ劇場）
- 大阪人情喜劇の会「ブルーシートのぬくもり」（2005年）
- どんちょう会公演「天神橋」（2005年 国立文楽劇場）

### 情報番組
| 期間      | 期間      | 番組名                    | 役職 |
| --------- | --------- | ------------------------- | ---- |
| 1971年4月 | 1971年9月 | 3時のあなた（フジテレビ） | 司会 |

### ドキュメンタリー
- ブラジル移民70周年
- モスクワプレオリンピック
- 知覧町
- 銀色の訪問者（パリ）
- TV説法極意なり
- 郡上おどり
- 歴史紀行「長崎」、「エジプト」

### CM
- ハリオグラス
- シルバー精工「シルバー編機」（1972年）
- 協和発酵 ウイスキー　VAT（1980年）
- ニッカウヰスキー オールモルト（1990年） 「女房を酔わせてどうするつもり?」という台詞が話題となった。

### 音楽

#### アルバム
1. 夢模様（1982年、コロムビアレコード[7]）

## 他の活動
- 1983年：日本各地で「心の豊かさと自然」「日本の魅力とその方向性」「新しい時代のまちづくり」について研究を始める。
- 1986年：講演や随筆などでの提案が日本各地で採用され始める。国連の「国際平和年」にドキュメンタリードラマを共同制作。文化人を日本に招聘、「平和文化フォーラム」を共催。
- 1994-5年：親善大使として、アメリカ、フランスを訪問。「日本女性の昨今」「地球の志」を講演、相互理解に貢献、映画「お吟さま」を上映。愛知県の高齢者施設に協力。「互いに学び合う」ことの大切さから太陽熱吸収構造の小学校を共同建設。
- 1996年：アメリカの地域社会を視察、「地球の志」を講演、理解と親善を深める。「次世代の生活と社会を考える懇談会」委員。アメリカの地域社会を視察、「地球の志」を講演、理解と親善を深める。「次世代の生活と社会を考える懇談会」委員。
- 1998年：日本各地の地域社会を応援。教育課題「世界の文化と子供たち」共催。
- 1999年：「発展途上国に学校をつくる会」に寄贈、多くのボランティア活動にも参加。ニューヨーク市公立学校の課外授業に「中野良子の地球の志」が採用される。
- 2000年：人権教育啓発推進センターのポスター。「自然と心」講演。
- 2002年：フォーラム「アジア古都物」、「実用化をめざす燃料電池の社会」、「教室から広げよう世界の国のトモダチ」、日本農業を応援するトーク･コンサート。
- 2003年：「教職員生涯生活設計」（教職員生涯福祉財団ビデオ）、「緑の平和大使」として、中国の徐州市で開催された植樹式に出席。
- 2004年：孔子祭（主催・ユネスコ他）、「旅の香り・時の遊び」
- 2006年：フォーラム「アジア観光ビッグバン」、「教職員生涯生活設計」（教職員生涯福祉財団ビデオ）「緑の平和大使」として、中国の徐州市で開催された植樹式に出席。
- 2009年：「天皇即位20年式典」、「ミス・インターナショナル日本大会」

（この項出典公式HP）

## 著書
- 『星の詩－国際交流への芽生え－』（2000年 NHK出版）